# 573-й истребительный авиационный полк ПВО
573-й истребительный авиационный полк ПВО (573-й иап ПВО) — воинская часть истребительной авиации ПВО, принимавшая участие в боевых действиях Великой Отечественной войны.

## Наименования полка
- 573-й истребительный авиационный полк[1][2].
- 573-й истребительный авиационный полк ПВО[1][2];
- Войсковая часть (полевая почта) 26334[1][2].

## История и боевой путь полка
573-й истребительный авиационный полк сформирован в период с 25 сентября по 3 октября 1941 года в Орловском военном округе в городе Воронеж при 1-й запасной авиационной бригаде по штату 015/174 на основе авиагруппы майора Новикова И. И. на самолётах МиГ-3 и ЛаГГ-3. После формирования вошёл в состав 101-й истребительной авиационной дивизии ПВО Воронежско-Борисоглебского района ПВО.
С 3 октября 1941 года полк в составе 101-й истребительной авиационной дивизии ПВО Воронежско-Борисоглебского района ПВО (оперативно подчинялась командованию Брянского (с ноября 1941 г. Юго-Западного фронта) вступил в боевые действия против фашистской Германии и её союзников на самолётах МиГ-3 и ЛаГГ-3.
Первая известная воздушная победа полка в Отечественной войне одержана 14 декабря 1941 года: младший лейтенант Бирюков А. А., пилотируя ЛаГГ-3, в воздушном бою в районе станции Касторное сбил немецкий бомбардировщик Junkers Ju 88.
С 7 июля 1942 года с образованием Воронежского фронта полк вместе со 101-й истребительной авиационной дивизией ПВО поступил в оперативное подчинение его командования. С июля полк постепенно начал перевооружаться на истребители Як-1 и Як-7б. Перевооружение закончено в феврале 1943 года. 1 мая 1943 года полк из 101-й истребительной авиационной дивизии ПВО передан в состав 310-й истребительной авиационной дивизии ПВО Харьковского района ПВО (оперативно подчинялась командованию Юго-Западного фронта).
Лётчики полка самоотверженно вели воздушные бои, защищая военные объекты с воздуха. Так, 12 марта 1943 года группа из 6 самолётов полка под командованием командира эскадрильи капитана Кальяна Л. П. участвовала в отражении налёта на станцию Валуйки Белгородской области 84-х немецких бомбардировщиков. В результате воздушного боя шестёрки с 84-мя самолётами противника, который длился около сорока минут, было сбито 7 самолётов противника, из них два — таранным ударом (И. Бухтияров и А. Коковихин). Немецкие лётчики сбросили бомбы в поле и повернули обратно на свой аэродром. В этом бою капитан Кальян Л. П. сбил два самолёта.
29 июля 1943 года вместе с 310-й истребительной авиационной дивизией ПВО Харьковского района ПВО вошёл в состав войск вновь образованного Западного фронта ПВО. В период с сентября 1943 года по апрель 1944 года полк в процессе боевой работы постепенно перевооружился на истребители Як-9 с оставлением в боевом составе некоторого количества Як-7б.
13 апреля 1944 года из 310-й истребительной авиационной дивизии ПВО передан в состав 9-го истребительного авиакорпуса ПВО Киевского района ПВО, который развёрнут 9 июня 1943 года на основе 101-й истребительной авиационной дивизии ПВО Южного фронта ПВО, образованного, в свою очередь, 29 марта 1944 года на базе Восточного и Западного фронтов ПВО.
В апрель 1944 года в связи с реорганизацией войск ПВО страны в составе 9-го истребительного авиакорпуса ПВО включён в 7-й корпус ПВО Южного фронта ПВО. 24 декабря 1944 года вместе с 9-и иак ПВО 7-го корпуса ПВО вошёл в состав войск Юго-Западного фронта ПВО (преобразован из Южного фронта ПВО). 1 января 1945 года полк исключён из действующей армии. До конца войны оставался в составе 9-го истребительного авиакорпуса ПВО.
День Победы 9 мая 1945 года полк встретил на аэродроме Нежин.
Всего в составе действующей армии полк находился: с 3 октября 1941 года по 1 января 1945 года.
Всего за годы войны полком:
- Совершено боевых вылетов — около 3000.
- Проведено воздушных боёв — более 60.
- Сбито самолётов противника — 53 (днём — 47; ночью — 6), из них:
  - бомбардировщиков — 41;
  - тяжёлых истребителей — 12.
- Свои потери (боевые):
  - лётчиков — 5;
  - самолётов — 14.

## Командир полка
- майор, подполковник Новиков Иван Иосифович[1], 25.09.1941 — 05.10.1943
- майор, подполковник Аникеев Илья Алексеевич[1], 05.10.1943 — 11.02.1946

## Послевоенная история полка
После войны полк продолжал входить в состав 9-го истребительного авиакорпуса ПВО. В связи с переходом на штаты мирного времени 573-й истребительный авиационный полк ПВО приказом командира 9-го иак ПВО № 0023 от 26.01.1946 г. расформирован на аэродроме Нежин в период с 28 января по 5 февраля 1946 года, а 9-й истребительный авиационный корпус ПВО переформирован в 120-ю истребительную авиационную дивизию ПВО.

## Отличившиеся воины
- Кальян Леонид Петрович, капитан, командир эскадрильи 573-го истребительного авиационного полка 101-й истребительной авиационной дивизии ПВО Воронежско-Борисоглебского дивизионного района ПВО удостоен Указом Президиума Верховного Совета СССР от 21 апреля 1943 года звания Герой Советского Союза. Золотая Звезда № 916.
- Колесниченко Василий Ефремович, младший лейтенант, лётчик 573-го истребительного авиационного полка 101-й истребительной авиационной дивизии ПВО Воронежско-Борисоглебского дивизионного района ПВО Указом Президиума Верховного Совета СССР от 14 февраля 1943 года удостоен звания Герой Советского Союза. Посмертно.
- Кавалер ордена Ленина младший лейтенант Бухтияров Иван Никифорович, командир звена 573-го истребительного авиационного полка. Имел две личных победы в воздушных боях, одна — тараном. В 3 км западнее деревни Уразово Валуйского района Белгородской области на самолёте Як-7Б таранил бомбардировщик. От удара истребитель Бухтиярова загорелся. Пытался приземлиться на парашюте, но погиб.
- Терновой Борис Яковлевич, лётчик полк в период с октября 1941 года по январь 1943 года. Удостоен звания Героя Советского Союза будучи командиром 1007-го истребительного авиационного полка ПВО 9-го истребительного авиационного корпуса ПВО. Золотая Звезда № 8603.

## Лётчики-асы полка
Лётчики-асы полк, сбившие более 5 самолётов противника в воздушных боях.
| Фамилия, имя отчество      | Награды | Сбито самолётов (+ в группе) | Примечание |
| -------------------------- | ------- | ---------------------------- | --- |
| Белый Анатолий Романович   |         | 9 + 10                       | Лётчик полка: декабрь 1941 — сентябрь 1942 гг. МиГ-3. |
| Бердников Дмитрий Иванович |         | 6 + 1                        | Лётчик полка: 1942 — январь 1945. |
| Кальян Леонид Петрович     |         | 6 + 3                        | Лётчик полка: январь 1943 — январь 1945. |
| Терновой Борис Яковлевич   |         | 7 + 7                        | Лётчик полка: октябрь 1941 — январь 1943. По Представлению к званию ГСС итоговый боевой счёт — 11 + 8, но это не подтверждается какими-либо оперативными и отчётными документами. |
| Филиппов Андрей Степанович |         | 8 + 5                        | Лётчик полка: октябрь 1941—1942. Боевых вылетов: 302 (на 12.07.1944 г.). Погиб 15 декабря 1944 г. Сбит зенитной артиллерией противника.                                           |